# Радіо Хартія
Радіо Хартія — незалежне онлайн-медіа, засноване в 2024 році Сергієм Жаданом разом із командою фахівців з культурного й медіаменеджменту. Фундатором є ГО «Радіоцентр». Головний партнер — 13 бригада НГУ «Хартія». Частина команди — військовослужбовці. За концепцією — аналітично-просвітницьке незалежне медіа. Перший сезон Радіо Хартія також працювало як мандрівне радіо в пересувній студії, яка розміщалась в радіобусі..
До управлінської команди медіа входять: виконавча директорка — Іванна Скиба-Якубова, креативна продюсерка — Олена Гусейнова, комунікаційна директорка — Лідія Калашникова, керівник відеопродакшну — Денис Фесенко, головна редакторка інформаційного напрямку — Інна Москвіна.

## Назва
Радіо Хартія, як пояснює Сергій Жадан, названо на честь однойменного підрозділу. За словами письменника, «хартія» є певним маніфестом, зведенням принципів. Окрім того, у саме слово вплетено назву Харкова — міста, з якого родом бригада.

## Історія
Ідея створення мандрівного онлайн-радіо з’явилась у Сергія Жадана ще до повномасштабного вторгнення, коли він працював на волонтерському радіо «Тризуб FM».
24 липня 2024 року Жадан оголосив про запуск першого в Україні мандрівного онлайн-радіо — студія якого розташована у бусіку, що виїжджає до прифронтових регіонів і несподівано виходить в ефір. Першими ведучими стали військовослужбовці 13‑ї бригади НГУ «Хартія»: письменник Сергій Жадан, журналістка Алла Кошляк, музикант і актор Дмитро Третяк, а музичним директором — Євген Турчинов. Також в команді працюють цивільні фахівці у галузі медіаменеджменту.
У свій перший ефір Радіо Хартія вийшло 24 липня 2024 року з Харкова, його гостями були командир бригади полковник Ігор Оболєнський, фронтмен гурту «Пиріг і Батіг» Мар'ян Пирожок, а також парамедикиня-доброволиця Юлія «Тайра» Паєвська. Жадан пояснив, що у ефірі говоритимуть не тільки про бригаду, але й про українське військо та прифронтові громади.
Радіо Хартія в першому сезоні позиціонувалося як «піратське»: команда не анонсувала місце та час виходу в ефір, і студія могла з’явитись будь-де. У програмі не було фіксованої сітки мовлення — це була мобільна студія у бусику, яка кілька годин автономно працює, з технічним оснащенням для відео- та аудіозаписів. Аудиторія включала цивільних та військових. Радіо Хартія в першлму сезоні мовило як і з Харкова, так і з інших міст, в тому числі прифронтових територій (з пересувної студії-буса). Ефіри другого сезону радіо вело зі стаціонарної студії з Харкова, але також мало виїзні студії з Ужгорода, зі Львова, Дніпра, Києва та Полтави.
Першим резонансним матеріалом Радіо Хартія було інтерв'ю з очільником ГУР генералом Кирилом Будановим, опубліковане 7 вересня 2024 року.
У липні 2025 року Радіо Хартія опублікувало один з найбільш резонансних матеріалів — інтерв’ю з видатною поетесою Ліною Костенко, записане у листопаді 2024‑го та січні 2025‑го в межах проєкту «Кругова оборона. Перші» та випущене в трьох частинах в липні 2025 року. Розмова охоплювала історичні, літературні теми, зокрема, дисидентство у радянські часи, і викликала значний суспільний резонанс.

## Програми
Добрі новини з Дикого Поля. Ранок — щоденна ранкова програма з докладною аналітикою подій на фронті та країні загалом, впливом міжнародних подій на український контекст, репортажами з прифронтових регіонів, інтерв’ю з військовими, медиками, рятувальниками, громадськими діячами й митцями. Випуски охоплюють теми безпеки, обстрілів, гуманітарної ситуації, психологічної допомоги, культурних ініціатив у прифронтових територіях та військових технологій. Формат поєднує польові репортажі, новини, обговорення суспільних викликів і музику.
Ведучі: Сергій Жадан, Володимир Скорик, Антон Алохінссон (всі — військовослужбовці 13 бригади НГУ «Хартія»), Олена Гусейнова, Іванна Скиба-Якубова.
Говорить Харків — вечірнє радіошоу про культурне, соціальне та повсякденне життя Харкова в умовах війни. У програмі обговорюються урбаністика, театр, архітектура, музика, технології, а також локальні історії з прифронтового міста. Гостями програми стають науковці, митці й культуртрегери, представники малого бізнесу, військові, священики, лідери громад.
Ведучі: Сергій Жадан, Олена Гусейнова.
Кругова оборона. Перші — авторський цикл Сергія Жадана, присвячений розмовам із видатними українськими діячами, які стали символами опору, ідентичності та громадянської відповідальності. Героями випусків стали Ада Роговцева, Мустафа Джемілєв, Ліна Костенко, Василь Голобородько, Мирослав Маринович та інші. У програмі порушуються питання особистого вибору в часи історичних зламів, досвіду політв’язнів, дисидентства, формування культурної пам’яті.
Ведучий: Сергій Жадан.
Фіолетовий дракон — подкаст про досвід жінок у часи повномасштабної війни. Програма зосереджена на темах служби, фемінізму, материнства, психічного здоров’я, роботи у війську та на передовій. Гостями стають жінки з різним досвідом: військові, медикині, дослідниці, мисткині, кураторки, журналістки.
Ведучі: Алла Кошляк, Іванна Скиба-Якубова, Олена Гусейнова.
Велика Хартія: вольності та їхні вороги — історико-філософська програма, присвячена темі свободи як цінності у європейській та українській традиціях. Автор аналізує, як ідеї індивідуальних прав, відповідальності та гідності відображені в українській історії, у порівнянні з авторитарною російською моделлю.
Ведучий: Володимир Гуцул.
Харківська школа романтиків — літературно-філософський подкаст, в якому Сергій Жадан і Олена Гусейнова аналізують історичні та культурні тексти у контексті війни та України. У фокусі уваги можуть опинитися класичні романи, сучасні п'єси чи маловідомі мемуари.
Ведучі: Олена Гусейнова, Сергій Жадан.
Кругова оборона — публіцистична програма-інтерв’ю з фахівцями, активістами, митцями, науковцями й військовими, які працюють у сфері спротиву, пам’яті, культури та прав людини під час війни. У випусках обговорюються теми політичної філософії, деколонізації, інформаційної гігієни, реабілітації, ролі культури, освіти, релігії та особистого досвіду в умовах російсько-української війни.
Ведучі: Сергій Жадан, Алла Кошляк, Дмитро Третяк, Іванна Скиба-Якубова, Антон Алохінссон.
Стандарти кухонно-диванної експертизи — подкаст Сергія Жадана про суспільні, політичні та культурні теми в неформальному форматі побутової розмови. Гостями програми стають письменники, музиканти, історики, журналісти, лідери думок, з якими ведучий обговорює українську ідентичність, мову, війну, релігію, цінності та повсякденність.
Ведучий: Сергій Жадан.
Сценарій параду на Червоній площі — подкаст Сергія Жадана про досвід українських військових у різних підрозділах і родах військ. У кожному випуску гості — військовослужбовці, командири, інструктори, інженери, оператори БПЛА — розповідають про власний бойовий шлях, мотивацію, підготовку та сучасні виклики служби. Програма порушує теми воєнного лідерства, самодостатності армії, моральних принципів і цивільно-військових відносин у часи війни.
Ведучий: Сергій Жадан.
Хартія. Пам'ять — серія відеосюжетів, присвячених полеглим військовослужбовцям 13-ї бригади НГУ «Хартія». У випусках побратими й командири розповідають про загиблих бійців, їхній характер, службу, мотивацію та особистий шлях.
Ведучі: Сергій Жадан, Антон Алохінссон, Дмитро Третяк.

## Ведучі
Сергій Жадан — український поет, прозаїк і перекладач. Автор романів «Депеш Мод», «Ворошиловград», «Месопотамія», «Інтернат». Лауреат премій: «Книга року BBC» (за «Ворошиловград» та «Капітал»), Jan Michalski Prize for Literature (2014), Премія миру німецьких книгарів (2022), Премія Ганни Арендт за політичне мислення (2022), ЛітАкцент року, премія імені Василя Стуса, а також австрійська Державна премія з європейської літератури (2025). Твори перекладені понад 20 мовами.
Олена Гусейнова — українська поетка й журналістка. Авторка поетичних збірок «Відкритий райдер» (2012), «Супергерої» (2016) та «Нічний ефір» (2024).  Збірка «Нічний ефір» відзначена преміями: ЛітАкцент року, Всеукраїнська літературна премія імені Василя Симоненка та премія видавництва «Смолоскип». Її вірші перекладені на польську, словацьку, чеську та англійську мови.  З 2016 року — ведуча на Радіо Культура, у 2022-2025 роках на тому ж радіо — головна редакторка редакції літературних програм та радіотеатру.
Іванна Скиба-Якубова — українська культурна менеджерка і кураторка, публіцистка, волонтерка, поетка (збірка «Замість яблук», 2024),  співзасновниця агенції Bagels & Letters, що спеціалізується на соціокультурних проєктах. Кураторка та модераторка міжнародного форуму Po Prvi Put (Сербія–Україна–Польща) у 2023 році та програми «Пробудження голосу» на III Конгресі Культури. Викладачка курсу «Публічні комунікації в культурі» в Українському католицькому університеті.
Антон Алохінссон — український журналіст, маркетолог і режисер документальних відео. Відомий як автор репортажів для харківського онлайн-медіа Люк Медіа.
Володимир Скорик — український актор театру і кіно. Працював у Київському академічному театрі юного глядача на Липках і «Дикому театрі». У 2017 році номінований на театральну премію «Київська пектораль», у 2022 році долучився до волонтерської організації Repair Together, а з 2024 року служить у 13-й бригаді НГУ «Хартія».

### Колишні ведучі
Алла Кошляк - українська журналістка і телеведуча. Працювала на Hromadske, «Ера ФМ», «Радіо Аристократи», Радіо NV, висвітлювала гуманітарні теми, війни та права людини. Волонтерка, співпрацює з ветеранами та сім’ями полонених.
Дмитро Третяк - український музикант, актор і перформер, один із учасників харківського гурту Urbanistan. Має досвід у театральному мистецтві, кіно й музичних проектах.

## Гості
Серед героїв та героїнь інтерв’ю та ефірів були:
історики Тімоті Снайдер, Тімоті Ґартон Еш, Мирослав Шкандрій, Ярослав Грицак;
духовні лідери — митрополит УГКЦ Владика Борис Ґудзяк, екс-муфтій мусульман України Саїд Ісмагілов;
силовики — керівник ГУР МО України Кирило Буданов, міністр МВС Ігор Клименко, командувач Нацгвардією Олександр Півненко, комбриг 93 ОМБр Павло Паліса;
експерти — радник Президента України зі стратегічних питань України Олександр Камишін, засновниця Victory Drons Марія Берлінська, голова Укрзалізниці Олександр Перцовський;
мисткині/митці та культурні менеджери: Олена Турянська, Олександр Ярмак (Yarmak), Олександр Fozzy Сидоренко, Олеся Островська-Люта та інші.

### Сторінки в соцмережах
- Радіо Хартія у соцмережі «Facebook»
- Радіо Хартія на YouTube
- Радіо Хартія  у соцмережі «Instagram»